# متین دو حنجره
محمدمهدی معارفی با نام هنری متین دو حنجره (زاده ۱۳ شهریور ۱۳۶۵ در کرج) خواننده سبک پاپ و راک اهل ایران است. او فعالیت خود را در حوزهٔ موسیقی از سال ۱۳۸۴ شروع کرد.

## فعالیت‌ها
متین اولین آهنگ خود را در سال ۱۳۸۴ منتشر کرد. اولین آهنگ او به صورتی بود که دارای دو استایل متفاوت خواندن بود و به همین دلیل آهنگ او به شهرت زیادی رسید. او اولین آلبوم خود را با نام طناب‌دار منتشر کرد که با وجود تلاشی که برای کسب مجوز داشت اما نتوانست برای این آلبوم مجوز بگیرد.از آهنگ های معروف او میتوان به طناب دار و مرده شور خونه اشاره کرد.

## دستگیری
متین دو حنجره در شامگاه ۲۶ شهریور ۱۴۰۲ در تهران به دلیل انتشار آهنگ «حضرت متین» بازداشت شد و چندی بعد به قید وثیقه آزاد شد.